# The Hills Have Eyes II
The Hills Have Eyes II (bra: O Retorno dos Malditos ou Viagem Maldita 2 - O Retorno dos Malditos; prt: Terror nas Montanhas 2) é um filme de terror produzido nos Estados Unidos em 2007, co-escrito por Wes Craven e Jonathan Craven, e dirigido por Martin Weisz.
É sequência de "Viagem Maldita" (The Hills Have Eyes), de 2006.

## Sinopse
A trama foca uma unidade de jovens soldados da Guarda Nacional que são atacados durante um treinamento nas montanhas do deserto do Novo México por uma tribo de mutantes canibais.

## Elenco
- Cécile Breccia ... Mulher grávida
- Michael Bailey Smith ... Papa Hades
- Archie Kao ... Han
- Jay Acovone ... Wilson
- Jeff Kober ... Redding
- Philip Pavel ... Foster
- David Reynolds ... Hansel
- Tyrell Kemlo ... Stabber
- Lee Thompson Young ... Delmar
- Daniella Alonso ... Missy